# Dinodocus mackesoni
Il dinodoco (Dinodocus mackesoni) è un genere di dinosauro appartenente ai sauropodi, famiglia brachiosauridi.

## Ossa spezzate
Il suo nome significa "puntale terribile", e viveva nel Cretacico inferiore dell'Inghilterra, nella zona alluvionale nota come Weald. Dinodocus è noto solo attraverso alcuni resti fossili che comprendono ossa spezzate degli arti. Tuttavia, nonostante gli scarsi ritrovamenti, si è capito che questo animale doveva essere davvero gigantesco: alto forse 12 metri, lungo 22 e pesante 40-45 tonnellate. Negli stessi luoghi e nello stesso periodo viveva il quasi identico Pelorosaurus, da alcuni ritenuto appartenere allo stesso genere.